# Idaea alicantaria
Idaea alicantaria is een vlinder uit de familie spanners (Geometridae). De wetenschappelijke naam is voor het eerst geldig gepubliceerd in 1963 door Reisser.
De soort komt voor in Europa.